# Fun in Space
Fun in Space è il primo album in studio da solista del batterista della band inglese Queen Roger Taylor, che si occupa di suonare tutti gli strumenti e pubblicare il disco. È uscito nel 1981 e ha raggiunto la 18ª posizione in classifica nel Regno Unito.
L'unica produzione da solista antecedente a questo lavoro si tratta del singolo I Wanna Testify, pubblicato nell'agosto 1977 senza ottenere alcun successo.

## Descrizione
La cover del disco venne realizzata da Hipgnosis, noto per le sue collaborazioni con Pink Floyd, Genesis, Peter Gabriel e Bad Company. Sul fronte è rappresentato un extraterrestre ("chiamato Ernie e proveniente da una serie di cartoni animati americana", spiegava il batterista in un'intervista) che legge un albo a fumetti sulla cui copertina è raffigurato Roger Taylor, mentre sul retro dell'album è il batterista che legge l'albo sulla cui copertina è raffigurato l'alieno. Tra i crediti, in contrapposizione ai primi dischi dei Queen in cui era sempre esplicita la scritta "No synthesisers!", figura la scritta "157 synthesizers", quasi a voler rimarcare come l'intera composizione, che in verità richiama vagamente Flash Gordon dei Queen, vuole distaccarsi dalla produzione della band inglese. 
"Future Management" venne scelto come singolo per anticipare di una settimana la pubblicazione del disco, raggiungendo il 18º posto nelle classifiche inglesi e il 121º in quelle americane.
"My Country" venne pubblicato come singolo in seguito alla pubblicazione dell'album. 
"Let's Get Crazy", unico brano dal taglio rock' n'roll che si discosta dalle atmosfere space rock del resto del disco e ispirato a Elvis Presley venne scelto come singolo in USA e Giappone

## Tracce
Tutte le tracce sono scritte e suonate da Roger Taylor, eccetto, come si legge nei crediti, il 50% circa delle tastiere e dei sintetizzatori da parte di David Richards.
- Side 1

1. No Violins – 4:33
2. Laugh or Cry – 3:06
3. Future Management – 3:03
4. Let's Get Crazy – 3:40
5. My Country I & II – 6:49

- Side 2

1. Good Times Are Now – 3:28
2. Magic is Loose – 3:30
3. Interlude in Constantinople – 2:04
4. Airheads – 3:38
5. Fun in Space – 6:22

## Formazione
- Roger Taylor - batteria, percussioni, voce, cori, chitarre, basso, tastiere
- David Richards - tastiere (approssimativamente il 50%), synth